# Fiat Phylla
O carro conceitual Fiat Phylla foi apresentado em 2008 pela montadora italiana FIAT. Originalmente esperado para formar a base de um carro de produção em 2010, continua a ser um carro de cidade conceitual. O nome Phylla significa "folhas" em grego antigo.

## Especificação
O reciclável Phylla é alimentado por uma célula de combustível de hidrogênio de 1 quilowatt e vem equipado com 340 watts de células solares fotovoltaicas e pesa 750 quilos (1.650 libras), sendo 150 quilos (330 libras) de baterias. O veículo split-frame é feito de uma mistura de alumínio e bioplástico. O carro compacto de quatro lugares tem 2.995 milímetros (117,9 polegadas) de comprimento e está equipado com rodas de quinze polegadas envoltas em pneus verdes. Ele acelera a trinta milhas (48,3 quilômetros) em menos de seis segundos e pode atingir uma velocidade máxima de 81 milhas (130,4 quilômetros) com uma potência máxima de 72 bhp (54 kW; 73 PS).

## Equipe do projeto
O Phylla foi desenvolvido pelo Centro Ricerche Fiat (que como líder do projeto do veículo foi responsável pelas decisões técnicas e arquitetônicas envolvidas no desenvolvimento do veículo de demonstração) em combinação com a administração regional do Piemonte (que patrocinou e financiou o projeto), o Parque Ambiental (que ajudou a definir e selecionar tecnologias inovadoras para o meio ambiente) e o Politecnico di Torino (responsável pela gestão geral do projeto e coordenação dos parceiros).